# Mabel Allington Royds
Mabel Royds (Bedfordshire, Little Barford,1874– Edimburgo, 1941) fue una artista inglesa conocida por sus xilografías. 

## Trayectoria
Royds creció en Liverpool. A los quince años, Royds recibió una beca para asistir a la Royal Academy de Londres, pero en cambio se decidió por la Slade School, donde estudió bajo la tutela de Henry Tonks. Posteriormente Royds se mudó a París, donde se formó con el pintor y grabador Walter Sickert. Se trasladó a Canadá, donde enseñó durante varios años en el Havergal College de Toronto. En 1911, Royds se instaló en Edimburgo, donde enseñó en el Edinburgh College of Art, entonces bajo la dirección de Frank Morley Fletcher, bajo cuya influencia comenzó a grabar en madera. En 1913 se casó con el grabador Ernest Lumsden, quien también enseñó en Edimburgo, y juntos viajaron por Europa, Medio Oriente e India. En 1921 Royds expuso en la recién formada Sociedad de Arte Gráfico en Londres. 

## Obra

### Xilografías
A su llegada al Colegio de Arte de Edimburgo bajo la tutela de Frank Morley Fletcher, Royds comenzó a crear xilografías en color. Fletcher impartió clases sobre el proceso tradicional de grabado japonés ukiyo-e, pero en lugar de que tres personas colaboren en una impresión (artista, artesano, impresor), les enseñó a los artistas cómo manejar las tres etapas de forma independiente. Para muchos artistas británicos que trabajaron en este medio a principios del siglo XX, los grabados, las enseñanzas y los escritos de Fletcher abrieron el camino. 
El enfoque individualista de Royds con sus grabados en madera, aplicando pigmentos a los bloques de impresión usando un pincel en lugar de un rodillo, resultó en variaciones únicas de cada una de sus impresiones. Además, Royds prefirió producir bajo demanda, en lugar de crear tiradas de edición limitada, asegurando aún más una pieza única en su tipo. Para prepararse, Royds a menudo creaba collages de papel de colores antes de su dibujo final. Aunque la madera de cerezo era ideal, Royds solía usar las tablas de pastelería de seis peniques de Woolworth, una alternativa más barata. A pesar de esto, las impresiones de Royds se mantuvieron profesionales y sofisticadas, demostrando su dominio de la técnica. Después de tallar los bloques de madera, imprimió estampas frotando la hoja con un estéril japonés. En sus trabajos posteriores, Royds eliminaría el bloqueo de teclas por completo o lo imprimiría en varios colores, creando relaciones directas entre los colores en lugar de separarlos por bordes.

### Temáticas
Sus obras más conocidas incluyen Knife Grinders, Housetops y Boat Builders, todas escenas de la India creadas alrededor de 1920–30 y sus grabados en madera de flores, que datan de alrededor de 1930 a 1933, incluidos Cineraria, Honeysuckle y Columbine.
Debido a que a su esposo no se le permitió unirse al ejército británico por razones médicas, sirvió con el ejército indio, lo que permitió viajes extensos por toda la India y el Himalaya, que a la postre serviría de inspiración para los temas de muchos de los grabados en madera de Royds durante la década de 1920. Algunas impresiones inspiradas en la India incluyen escenas de niños que miran músicos callejeros, mujeres que llenan vasos de agua y hombres que crían cabras, una muestra de las tareas de la vida cotidiana allí.
A pesar de las inspiraciones del extenso viaje de Royds por otros países, también representó las cosas simples que rodeaban su hogar: niños que crecían, animales del vecindario y flores en flor. En la década de 1930, Royds encontró un nuevo tema en las muchas variedades de flores representadas en colores deslumbrantes hechos con polvo de color molido y un soporte comprado ya preparado, en lugar de la pasta de harina de arroz japonesa tradicional. Entre los años 1933 y 1938, Royds creó una serie de flores vibrantes y animadas, utilizando colores contrastantes y líneas duras para guiar los ojos del espectador a través de la composición. Ya sea en casa o en el extranjero, los sujetos de Royds se derivan de los momentos a menudo pasados por alto de la vida cotidiana.

## Galería

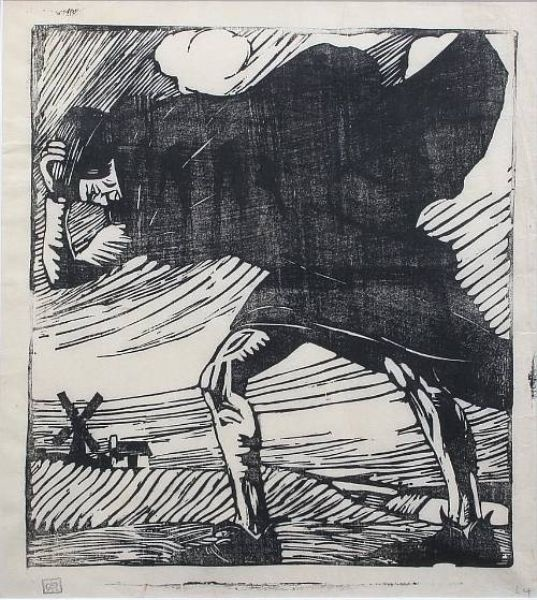
Man in storm

## Obras
- Honeysuckle, c. 1936, xilografía en color sobre papel.
- White Lilies , exh. 1937, xilografía en color sobre papel.
- Water Carriers, Benares , c. 1920, xilografía en color sobre papel.
- Choir Boys (Xmas Greeting 1898 ), 1898, xilografía sobre papel.
- Cat with T Square and Shield (cut from a theatre programme), desconocido, xilografía sobre papel.
- Christmas Morning (o The Stocking), desconocido, xilografía en color sobre papel.
- Little Girl with Bowl of Fruit (or Marjorie), desconocido, xilografía en color sobre papel.
- Cyclamen , exh. 1933, xilografía en color sobre papel.
- Water Lilies, c. 1938, xilografía en color sobre papel.
- Trees on a Slope, desconocido, xilografía en color sobre papel.
- Magnolia, c. 1936, xilografía en color sobre papel.
- Tiger Lilies, exh. 1936, xilografía en color sobre papel.
- Artichoke, c. 1935, xilografía en color sobre papel.
- The Red Mug, exh. 1934, xilografía en color sobre papel.
- Red Daisies, c. 1936, xilografía en color sobre papel.
- Snowdrops, c. 1935, xilografía en color sobre papel.
- Foxgloves, c. 1934, xilografía en color sobre papel.
- Prickly Pear Cactus, c. 1924, xilografía en color sobre papel.
- Dead Tulips, c. 1934, xilografía en color sobre papel.
- House-top, c. 1924, xilografía en color sobre papel.
- Goat Herd, c. 1920, xilografía en color sobre papel.
- The Waterfall, c. 1938, xilografía en color sobre papel.
- Cineraria, exh. 1932, xilografía en color sobre papel.
- Columbines, c. 1935, xilografía en color sobre papel.
- Bathers, Benares, c. 1922, xilografía en color sobre papel.
- Angels Appearing to Shepherds, c. 1938, xilografía en color sobre papel.
- Cactus Rocks, St. Abbs , c. 1938, xilografía en color sobre papel.